# Sokilske, Iuriivka
Sokilske (în ucraineană Сокільське) este un sat în comuna Oleksiivka din raionul Iuriivka, regiunea Dnipropetrovsk, Ucraina.

## Demografie
Componența lingvistică a localității Sokilske
     Ucraineană (94,61%)
     Rusă (2,99%)
     Belarusă (1,2%)
Conform recensământului din 2001, majoritatea populației localității Sokilske era vorbitoare de ucraineană (94,61%), existând în minoritate și vorbitori de rusă (2,99%) și belarusă (1,2%).